# تايسون كيد
تايسون كيد (بالإنجليزية: Tyson Kidd)‏ وهو مصارع محترف معتزل يعمل رسمياً في اتحاد دبليو دبليو إي كأداري خلف الكواليس، وكيد ابن المصارع السابق ستو هارت، كيد بطل التاج تيم السابق مع سيزارو.

## مسيرته في المصارعة

### اتحاد (FCW (2009 - 2010
وقع جونيز مع اتحاد FCW بتاريخ 10 ديسمبر 2009 باسم ستكاليورد نورمن، وحقق بطولة الفرق مرتين مرة مع جيمي كاريلا عام 2009 ومرة مع موريني روكا عام 2010 وفي عام 2010 انتزع الحزام من جونيز وروكا من قبل كيرو كيرستيان وجون سانريو وحصل على حزام بطل الاتحاد بنفس العام وانتزع الاتحاد الحزام منه بعد أن كسر الحلبة وهذا من خارج السيناريو وبعدها غادر جونيز الاتحاد واعتزل لمدة شهرين.

### اتحاد (TNA (2012 - 2011
وقع مع اتحاد TNA بتاريخ 20 يناير 2011 باسم تايسون جونيز ولعب مباراة ضد ساموريون جاركر وخسر ثم لعب مباراة باتل رويال بين 10 مصارعين على حزام بطل الاتحاد (ساموريون جاركر - بين - اندرستار - كيفن ماجك - سينر كابلتيثر - جيهان تاوكمر - ناتو - باتو - نورتيم) واقصى كيفن ماجك وناتو وباتو وآخر من اقصاه هو ساموريون جاركر وفاز وأصبح بطل الاتحاد حتى ان اعطته اتحاد دبليو دبليو أي فرصة لدخول العروض راو وسماك داون وسلم الحزام إلى مدير العمليات في TNA فينلي وقال «شكراً لجميع الخدمات في هذا الاتحاد لكن انا لدي فرصة أكبر» وبعدها لم يظهر في اتحاد TNA مرة أخرى.

### اتحاد (WWE (2012 - NOW
في أول ظهور له في الاتحاد باسم تايسون كيد ظهر في رويال رامبل 2012 وأقصي بسرعة من قبل جون سينا ومن إنجازاته بطولة التاق تيم مع انطونيو سيزارو وزوجته ناتاليا التي انتزعها من فريق اوسو.

## روابط خارجية
- تايسون كيد على موقع IMDb (الإنجليزية)
- تايسون كيد على موقع قاعدة بيانات الفيلم (الإنجليزية)
- تايسون كيد على موقع دبليو دبليو إي (الإنجليزية)
- تايسون كيد على موقع WrestlingData.com (الإنجليزية)
- تايسون كيد على موقع CageMatch worker (الإنجليزية)
- تايسون كيد على موقع قاعدة بيانات المصارعة على الإنترنت (الإنجليزية)
- تايسون كيد على موقع عالم المصارعة على الإنترنت (الإنجليزية)
- تايسون كيد على موقع عالم المصارعة على الإنترنت (الإنجليزية)